# Giuseppe Luigi Trevisanato
Giuseppe Luigi Trevisanato (ur. 15 lutego 1801 w Wenecji, zm. 28 kwietnia 1877 tamże) – włoski duchowny katolicki, kardynał, patriarcha Wenecji.

## Życiorys
Święcenia kapłańskie przyjął 13 marca 1824 w Wenecji. 15 marca 1852 został wybrany biskupem Werony. 27 września 1852 przeszedł na arcybiskupstwo Udine. 16 stycznia 1853 w Rzymie otrzymał sakrę z rąk kardynała Fabio Marii Asquiniego. 7 kwietnia 1862 objął stolicę patriarchalną Wenecji, na której pozostał już do śmierci. 16 marca 1863 Pius IX wyniósł go do godności kardynalskiej. Uczestniczył w obradach Soboru Watykańskiego I.